# 1001-es busz
Az 1001-es busz egy helyközi járat volt Dunaharasztitól Alsónémedin át Dabasig, amelyet a Nexus-Alfa Kft., majd a Weekendbus Zrt. üzemeltetett.

## Története
A járat 1991-ben indult azzal a céllal, hogy Dunaharaszti és Dabas között gyors közlekedést tegyen lehetővé. Akkor a Nexus-Alfa Kft. (A Haraszti-Busz Közlekedési Kft. leányvállalata) üzemeltette a járatot. Bizonyos járatok csak Alsónémedi, Ócsai elágazásig közlekedtek.
1991. februárjában a Dunaharaszti önkormányzat pályázatot írt ki a helyi tömegközlekedés ellátására amelynek határideje 1991. február 25.-e volt. 1991. február 25-től a Dunaharaszti helyi autóbusz-járatokat Pest megyében harmadikként magánvállalat működtette. Ekkortól jelennek meg a kékre festett Ikarus buszok, amely a későbbi Ventona-Trans Kft. flottaszíne lesz. Ekkortól elindul az Alsónémedibe és Dabasra közlekedő helyközi járat.
2006. június 1-jétől a Gazdasági és Közlekedési Minisztérium megbízásából a WEEKENDBUS Zrt. üzemelteti a Dunaharaszti-Alsónémedi-Dabas és a Csömör-Budapest menetrend szerinti helyközi autóbuszvonal járatait. A Dunaharaszti-Alsónémedi-Dabas járatot az 1001-es számmal jelzik.
2009. június 12-én az autóbusz-járat megszűnt.
Az alsónémedi és a dunaharaszti lakosok kérésére 2016. július 2-a és szeptember 30-a között a Ventona-Trans Kft. üzemeltetésével szombatonként autóbusz-járat indult Alsónémediről a Dunaharaszti, piactér megállóhoz. A járat a próbaidőszak alatt ingyenesen volt használható, de a lakcímkártyát fel kellett mutatni az autóbusz-vezetőnek. Az ideiglenes járat a próbaidőszak végével megszűnt.

## A járat hiánya napjainkban
Jelenleg Dunaharaszti és Alsónémedi között nincsen közvetlen járat. Így ha valaki Dunaharaszti, HÉV állomástól szeretne eljutni Alsónémedibe, akkor először be kell mennie Soroksár, Hősök teréig, majd ott átszállni egy Alsónémedibe közlekedő járatra. Ez átszállástól függően 20-40 perc.

## A járat egykori megállói
| 0                                            | Dunaharaszti, HÉV állomás végállomás                        | ∫ | 1, 2, 3, 4 655, 660, 661 1110     |
| ∫                                            | Dunaharaszti, Dózsa György út                               | ∫ | 1, 3, 4                           |
| ∫                                            | Dunaharaszti, Baktay Ervin tér                              | ∫ | 1, 3, 4                           |
| ∫                                            | Dunaharaszti, Vasútállomás                                  | ∫ | 1, 3, 4                           |
| ∫                                            | Dunaharaszti, Kodály Zoltán utca                            | ∫ | 1, 3, 4                           |
| ∫                                            | Dunaharaszti, Knézich Károly utca                           | ∫ | 1, 3, 4                           |
| Dunaharaszti–Alsónémedi közigazgatási határa |                                                             |   |                                   |
| ∫                                            | Alsónémedi, Nefelejcs utca                                  | ∫ | 630, 631                          |
| ∫                                            | Alsónémedi, Haraszti utca 81.                               | ∫ | 630, 631                          |
| ∫                                            | Alsónémedi, Haraszti utca 13.                               | ∫ | 630, 631                          |
| ∫                                            | Alsónémedi, Szabadság tér                                   | ∫ | 630, 631, 636                     |
| ∫                                            | Alsónémedi, Ócsai elágazás bizonyos járat eddig közlekedett | ∫ | 627, 630, 631, 636                |
| Alsónémedi–Ócsa közigazgatási határa         |                                                             |   |                                   |
| ∫                                            | Bugyi elágazás                                              | ∫ | 626, 627, 628, 629, 630           |
| ∫                                            | Ócsai tanyák                                                | ∫ | 626, 627, 628, 629                |
| ∫                                            | Felsőbabádi elágazás                                        | ∫ | 626, 627, 628, 629, 640, 641, 643 |
| ∫                                            | Felsőbabád                                                  | ∫ | 626, 627, 628, 629, 640, 641      |
| Ócsa–Dabas közigazgatási határa              |                                                             |   |                                   |
| ∫                                            | 35-ös kilométerkő                                           | ∫ | 626, 627, 628, 629, 640, 641      |
| ∫                                            | Dabas, Sári híd                                             | ∫ |                                   |
| ∫                                            | Dabas, Zentai utca                                          | ∫ |                                   |
| ∫                                            | Dabas, Motel                                                | ∫ |                                   |
| ∫                                            | Dabas, Gyóni elágazás                                       | ∫ |                                   |
| ∫                                            | Dabas, Orvosi rendelő végállomás                            | ∫ |                                   |